# Бодуэн III (граф Фландрии)
Бодуэ́н III (также Бодуэн Юный и Балдуин III; фр. Baudouin III de Flandres; 935/940 — 1 января 962, похоронен в Сент-Бертине) — граф Фландрии в 958—962 годах из Первого Фландрского дома.

## Биография

### Правление
Бодуэн был сыном графа Фландрии Арнульфа I и Адели де Вермандуа, дочери графа Вермандуа Герберта II. Его отец сделал Бодуэна своим соправителем во Фландрии в 958 году, и в том же году отказался в пользу сына от власти. Во время своего недолгого правления Бодуэн основал первые ткацкие мастерские в Генте, заложив тем самым основу для дальнейшего экономического развития графства Фландрия. Он также укрепил свою крепость в Берге.
В 962 году Бодуэн неожиданно скончался от оспы после своего возвращения из похода против норманнов, в котором он принял участие в качестве вассала правителя Западно-Франкского королевства Лотаря, после чего Арнульф опять вернулся к власти. После смерти Арнульфа I в 965 году ему наследовал внук - малолетний сын Бодуэна Арнульф II.

### Брак и дети
Жена: с 951 или 959 года — Матильда Саксонская (около 942 — 25 мая 1008), дочь герцога Саксонии Германа Биллунга. Сыном Бодуэна III и Матильды был:
- Арнульф II (961/962 — 30 марта 987) — граф Фландрии с 962 года.

Также Бодуэн III мог иметь одного внебрачного сына:
- Альберик (Альберт)[2] (960/962—1018) — епископ Камбре и Парижа